# Догман
„Догман“ (на английски: Dogman) е англоезична френска екшън драма от 2023 г. по сценарий и режисура на Люк Бесон. Във филма участват Кейлъб Ландри Джоунс, Джоника Т. Гибс, Кристофър Денъм, Грейс Палма и Александър Сетинери. Развит в Ню Джърси, сюжета се разказва за един мъж, който е тормозен от баща си и обича кучета.
Филмът беше избран да се състезава за „Златен лъв“ на 80-ия международен филмов фестивал „Златен лъв“, чиято премиерата е на 31 август 2023 г., а по-късно излиза по кината във Франция на 27 септември 2023 г. Филмът получава генерално смесени отзиви от критиците.

## Актьорски състав
- Кейлъб Ландри Джоунс – Дъглас „Дъг“ Мънроу
  - Линкълн Пауъл – Дъглас като тийнейджър
- Джоджо Т. Гибс – Евелин[6]
- Кристофър Денъм – Акърман
- Клемънс Шик – Майк Мънроу
- Грейс Палма – Салма Бейли
- Мариса Беренсън[7] – Аристократка
- Джон Чарлс Агулиар[6] – Ел Вердуго
- Александър Сетинери – Ричи Мънроу
- Майкъл Гарца – Хуан

## В България
В България филмът излиза по кината на 26 януари 2024 г. от „А Плюс Филмс“.